# Campionati europei di IQFoil 2023
I Campionati europei di IQFoil 2023 si sono svolti a Patras, in Grecia, dal 9 al 14 maggio 2023.

## Podi
| Evento           | Oro          | Argento          | Bronzo       |
| IQFoil maschile  | Nicolò Renna | Sebastian Kördel | Kiran Badloe |
| IQFoil femminile | Mina Mobekk  | Sharon Kantor    | Emma Wilson  |

## Medagliere
| Posiz. | Nazione     | Oro | Argento | Bronzo | Totale |
| ------ | ----------- | --- | ------- | ------ | ------ |
| 1      | Norvegia    | 1   | 0       | 0      | 1      |
| 1      | Italia      | 1   | 0       | 0      | 1      |
| 3      | Germania    | 0   | 1       | 0      | 1      |
| 3      | Israele     | 0   | 1       | 0      | 1      |
| 5      | Regno Unito | 0   | 0       | 1      | 1      |
| 5      | Paesi Bassi | 0   | 0       | 1      | 1      |
| Totale | Totale      | 2   | 2       | 2      | 6      |